# Mauritius Burchard
Mauritius Burchard (auch Moritz Burchard; * 10. Mai 1586 in Döbeln; † 15. Juli 1637 in Leipzig) war ein deutscher lutherischer Theologe und Geistlicher. Er lehrte an der Universität Leipzig.

## Leben
Mauritius Burchard begann 1599 ein Studium an der Universität Leipzig. Dieses beendete er 1608 und wurde zum Baccalaureus artium ernannt, 1610 zum Magister artium. 1614 erhielt er das Archidiakonat zu Döbeln. Zum Baccalaureus der Theologie 1619 promoviert, ging er 1621 als Subdiakon an die Thomaskirche und wurde im nächsten Jahr zum Diakon befördert.
1634 erhielt Burchard sowohl das Lizentiat der Theologie und wurde zum Doktor der Theologie promoviert. Seine Dissertation ist eine Disputatio theologica de peccato mortali et veniali, pontificiorum, et inprimis bellarmini de hac materiâ, corruptelis, strophis, et sophisticationibus, quas libro I, de amissione gratiae, et statu peccati habet. Noch in diesem Jahr stellte ihn die Fakultät für Theologie der Universität Leipzig als ordentlichen Professor an.
Die Professur hatte Burchard bis zu seinem Tode inne. Er verstarb 1637 in Leipzig im Alter von 51 Jahren. Seiner 1617 mit Catharina Elisabeth Becker geschlossenen Ehe entstammen acht Kinder. Die Tochter Catharina heiratete am 15. November 1640 den Rechtswissenschaftler und Leipziger Professor Benedikt Carpzov der Jüngere.

## Werke
- Propugnaculorum Christianorum duodecas. Das ist: zwölff Christliche und auß Gottes Wort bewährete Schutzwehren der Antichristischen Boßheit […] Den 12 Ironischen Scrupeln deß hönischen Spottvogels Gimel Töpfers […] entgegengesetzt (Leipzig 1632)
- Assertio doctrinae de peccato originis (Leipzig 1634)